# الطاعون الإيطالي 1629–1631

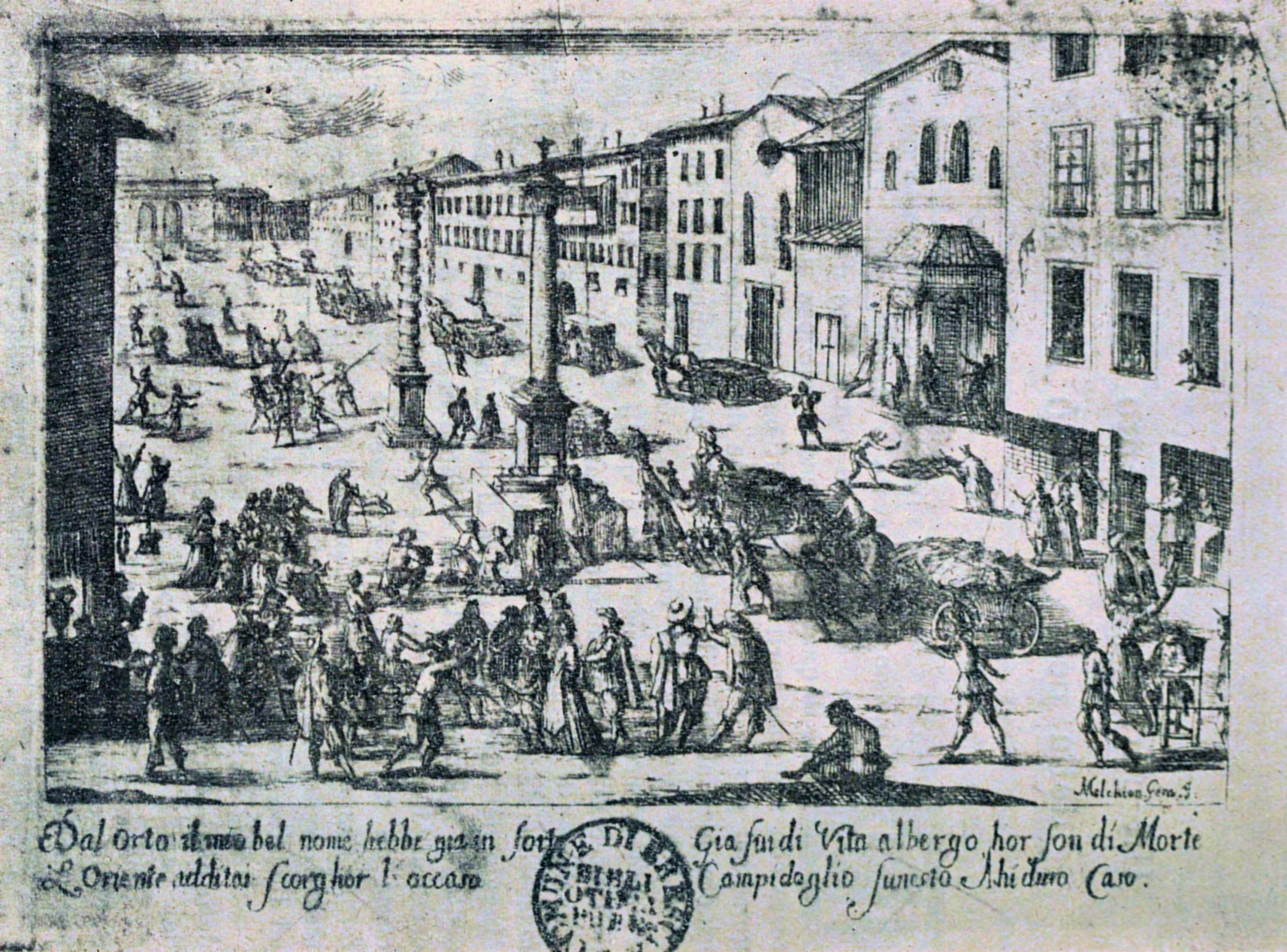
ميلكيوري غيرارديني، بياتزا بابيلا، ميلانو، خلال موجة تفش عام 1630: عربات تحمل الموتى للدفن.

تفشى الطاعون الدملي في شكل سلسلة من الموجات التي ضربت شمال ووسط إيطاليا في الفترة 1629 – 1631. أودى هذا الوباء، الذي يعرف غالبًا بالطاعون العظيم في ميلانو، بحياة مليون شخص، أوحوالي 25% من السكان. تعتبر هذه الفترة واحدة من فترات تفش لاحقة لوباء الطاعون الدملي الذي دام لقرون وبدأ مع الموت الأسود. قد يكون الطاعون ساهم في إضعاف الاقتصاد الإيطالي مقارنةً مع اقتصاد دول أوروبا الغربية الأخرى.

## تفشي المرض
نقلت القوات الألمانية والفرنسية الطاعون إلى مدينة مانتوفا عام 1629 نتيجة تحركاتها خلال حرب الثلاثين عامًا (1618-1648)، وتراجعت القوات الفينيسية المصابة بالمرض إلى شمال ووسط إيطاليا، ما أدى إلى انتشار العدوى.
في أكتوبر 1629، بلغ الطاعون ميلانو، المركز التجاري الرئيسي في لومبارديا. على الرغم من أن المدينة بدأت باتباع إجراءات صحية عامة فعالة، بما في ذلك الحجر الصحي والحد من دخول الجنود الألمان والسلع التجارية، إلا أن الطاعون كان ينتشر ببطء. حدثت موجة تفش كبيرة في مارس 1630 نتيجة تخفيف الإجراءات الصحية خلال موسم الكرنفال، تبعتها موجة ثانية في ربيع وصيف 1631. وإجمالًا، بلغ عدد الوفيات حوالي 60,000 تقريبًا من مجموع السكان البالغ 130,000.
في شرق لومبارديا، انتشرت العدوى في جمهورية البندقية عام 1630-31، حيث تفشى المرض في مدينة البندقية بشكل حاد، وبلغ عدد الإصابات المسجلة 46,000 شخصًا من بين 140,000. يعتقد بعض المؤرخين أن الخسائر الفادحة في الأرواح، وتأثير ذلك الكبير على التجارة، قد أدت في النهاية إلى سقوط البندقية بصفتها قوة تجارية وسياسية كبرى. فقدت مدينة بولونيا البابوية ما يقدر بنحو 15,000 مواطنًا بسبب الطاعون، كما تأثرت مدينتا مودينا وبارما المجاورتان بشدة، وتفشى الطاعون في الشمال في كونتية تيرول، إحدى مناطق جبال الألب الواقعة غرب النمسا وشمال إيطاليا.
لاحقًا، تفشى الطاعون الدملي في إيطاليا في مدينة فلورنسا في الفترة 1630-1633 وفي المناطق المحيطة بنابولي وروما وجنوة في عام 1656-57.
عدد السكان قبل الطاعون وعدد القتلي في بعض المدن
| المدينة  | عدد السكان عام 1630 | إحصائيات القتلى عام 1631 | نسبة القتلى % |
| فيرونا   | 54,000              | 33,000                   | 61%           |
| ميلانو   | 130,000             | 60,000                   | 46%           |
| البندقية | 140,000             | 46,000                   | 33%           |
| بولونيا  | 62,000              | 15,000                   | 24%           |
| فلورنسا  | 76,000              | 9,000                    | 12%           |

خلصت دراسة أجريت عام 2019 إلى أن طاعون فترة 1629-1631 أدى إلى انخفاض معدلات النمو في عدد من المدن المتأثرة به، كما تسبب بضرر طويل الأمد في حجم سكان المدن الإيطالية ومعدلات التحضر. تدعم هذه النتائج الفرضية القائلة بأن موجات تفشي الطاعون في القرن السابع عشر لعبت دورًا أساسيًا في تحريك دورة التراجع النسبي لاقتصادات المدن الايطالية.

## في الأدب
شكل طاعون ميلانو عام 1630 خلفية لأحداث عدة فصول من رواية ألساندرو مانزوني الصادرة عام 1840 بعنوان «المخطوبون». على الرغم من تصنيفها عملًا خياليًا، إلا أن وصف مانزوني للأوضاع والأحداث في ميلانو التي دمرها الطاعون كان تاريخيًا تمامًا وموثقًا بشكل موسع من مصادر أساسية استقصها المؤلف.
نُشر قسم محذوف من كتاب، يصف محاكمة تاريخية وإعدام ثلاثة يزعم أنهم «ناشرو الطاعون» لاحقًا في كتيب بعنوان «Storia della colonna infame» (بالعربية: تاريخ العار).